# Svartegöl (Stenberga socken, Småland)
Svartegöl är en sjö i Vetlanda kommun i Småland och ingår i Emåns huvudavrinningsområde.